# Liaoningue
Liaoningue ou Liaoning (em chinês: 辽宁 ou 遼寧; romaniz.: Liáoníng (pinyin)) é uma província da República Popular da China. Fica na região do Nordeste da China.

## Divisões administrativas
Algumas das principais cidades da província de Liaoningue incluem: Anshan, Benxi, Dandong, Dalian, Fuxin, Jinzhou e Cheniangue (capital da província).
| Mapa | #          | Nome     | Hanzi        | Hanyu Pinyin            | Administrative Seat            | Tipo |
| ---- | ---------- | -------- | ------------ | ----------------------- | ------------------------------ | ---- |
|      |            |          |              |                         |                                |      |
| 1    | Cheniangue | 沈阳市   | Shěnyáng Shì | Distrito de Shenhe      | Sub-provincial city            |      |
| 2    | Dalian     | 大连市   | Dàlián Shì   | Distrito de Xigang      | Sub-provincial city            |      |
| 3    | Anshan     | 鞍山市   | Ānshān Shì   | Distrito de Tiedong     | Prefeitura com nível de cidade |      |
| 4    | Benxi      | 本溪市   | Běnxī Shì    | Distrito de Pingshan    | Prefeitura com nível de cidade |      |
| 5    | Chaoyang   | 朝阳市   | Cháoyáng Shì | Distrito de Shuangta    | Prefeitura com nível de cidade |      |
| 6    | Dandong    | 丹东市   | Dāndōng Shì  | Distrito de Zhenxing    | Prefeitura com nível de cidade |      |
| 7    | Fushun     | 抚顺市   | Fǔshùn Shì   | Distrito de Shuncheng   | Prefeitura com nível de cidade |      |
| 8    | Fuxin      | 阜新市   | Fùxīn Shì    | Distrito de Haizhou     | Prefeitura com nível de cidade |      |
| 9    | Huludao    | 葫芦岛市 | Húludǎo Shì  | Distrito de Longgang    | Prefeitura com nível de cidade |      |
| 10   | Jinzhou    | 锦州市   | Jǐnzhōu Shì  | Distrito de Taihe       | Prefeitura com nível de cidade |      |
| 11   | Liaoyang   | 辽阳市   | Liáoyáng Shì | Distrito de Baita       | Prefeitura com nível de cidade |      |
| 12   | Panjin     | 盘锦市   | Pánjǐn Shì   | Distrito de Xinglongtai | Prefeitura com nível de cidade |      |
| 13   | Tieling    | 铁岭市   | Tiělǐng Shì  | Distrito de Yinzhou     | Prefeitura com nível de cidade |      |
| 14   | Yingkou    | 营口市   | Yíngkǒu shì  | Distrito de Zhanqian    | Prefeitura com nível de cidade |      |

## Paleontologia
Liaoningue contém alguns dos principais sítios paleontológicos do mundo. Conhecidos coletivamente como o Grupo Jehol, eles incluem a Formação de Yixian, a Formação de Jiufotang e a Formação de Tiaojishan. A reputação da China como uma potência paleontológica é em grande parte graças ao anúncio da descoberta em 1996 do Sinosauropteryx prima, o primeiro exemplo de um dinossauro com "filamentos emplumados", em Liaoning.